# Medvědář

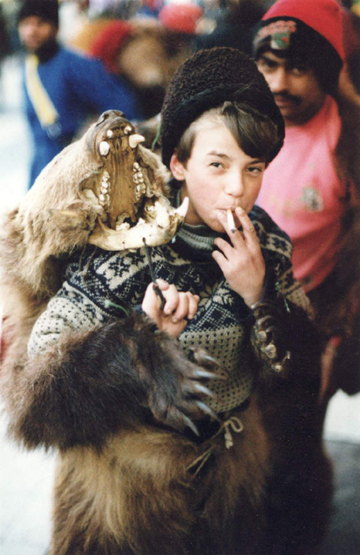
Romský chlapec ze skupiny ursari, předvádějících své vystoupení o Vánocích roku 2005 v Budapešti

Medvědář (anglicky bear-leader nebo bear tamer, francouzsky montreur d'ours, v Bulharsku a Srbsku meckari, v Albánii a Kosovu arushgjike, v romské komunitě v Rumunsku ursari, v Řecku arkoudhiares) je člověk, který vlastní a předvádí cvičeného medvěda. V evropských zemích – od Pyrenejí až po Rusko – tato tradice pouličních a jarmarečních představení existovala od středověku. Navzdory snaze o záchranu těchto živočichů (v Evropě se jedná o medvěda hnědého – Ursus arctos) se tradice udržovala i v 21. století v některých místech na Balkáně a také v Indii, kde byl do roku 2009 k těmto vystoupením používán menší medvěd pyskatý (Melursus ursinus).

## Historie
Na všech kontinentech, kde se vyskytovali medvědi, figurovali v mýtech a obřadech místních národů prakticky již od doby kamenné. Jako cvičená zvířata při veřejných vystoupeních se v různých vyobrazeních objevují od 15.–16. století, avšak o podobných vystoupeních existují již mnohem starší zmínky.

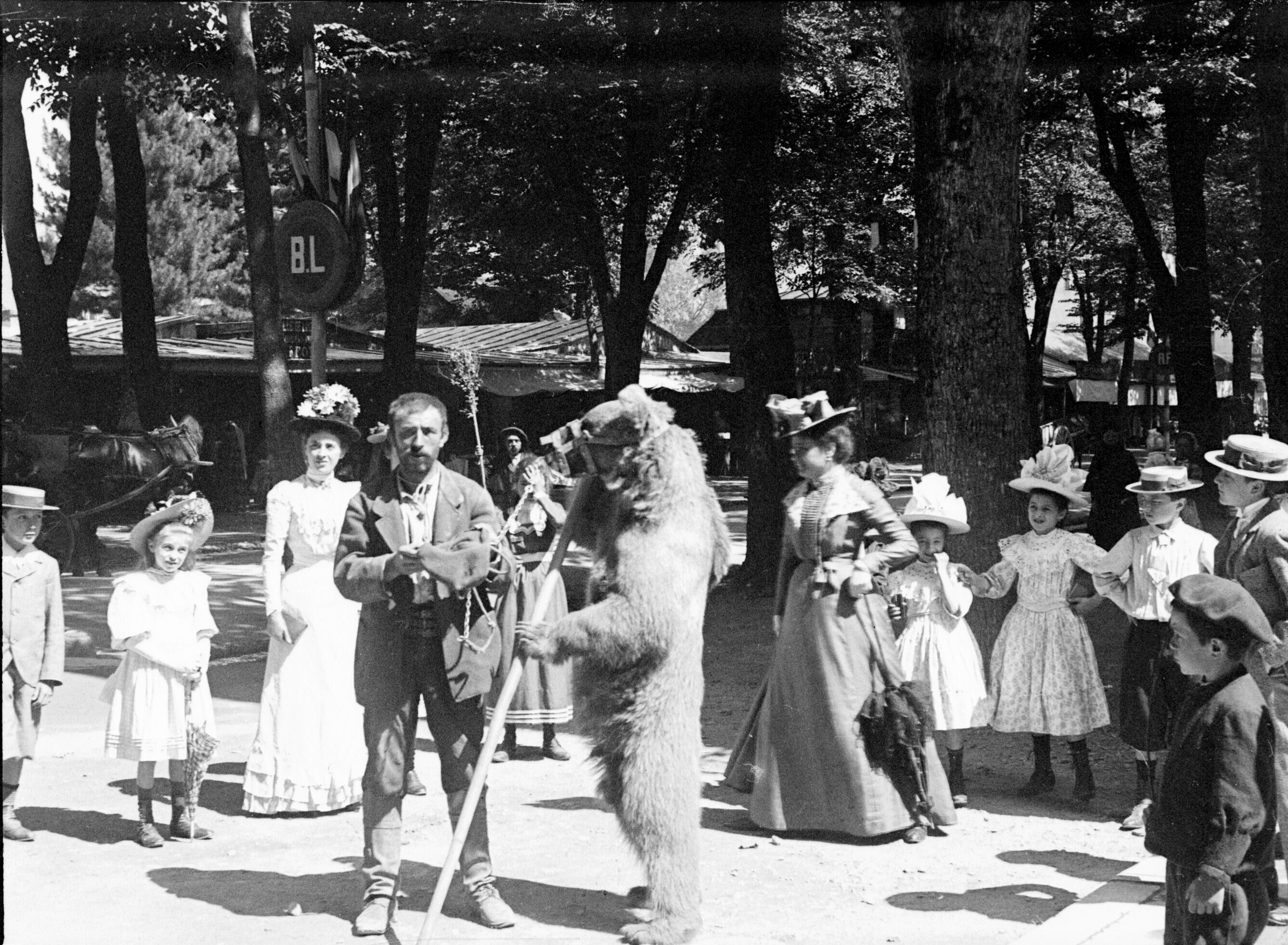
Dámy s dětmi na vycházce ve francouzském Luchonu sledují představení s medvědem (rok 1900)

Medvědáři bývali součástí skupiny potulných herců a kejklířů – např. v Rusku existovaly skupiny tzv. skomorochů již od 11. století. V 16.–17. století putovali po německých městech a šlechtických dvorech zejména polští medvědáři. Již od 15. století bylo provozování veřejných vystoupení s cvičenými medvědy rozšířeno mezi balkánskými Romy. Romové v Saúdské Arábii si zpravidla obstarávali mláďata medvěda syrského (Ursus arctos syriacus) v horských oblastech Turecka, Sýrie, Íránu, Iráku a Afghánistánu.
Praxe veřejných pouličních vystoupení s "tančícími" medvědy byla rozšířena do 19. století, postupně se vystoupení s těmito zvířaty přesunula převážně do prostředí cirkusů.
Ve 20. století sílila kritika tohoto způsobu týrání zvířat a provozování medvědářských produkcí bylo postupně zakazováno. Například v Bulharsku byla činnost medvědářů oficiálně zakázána v roce 1998. V tomto směru se angažovaly i některé veřejně známé osobnosti, jako například francouzská herečka Brigitte Bardotová, která stála za zřízením útulku pro bývalé medvědí "herce" – jakési speciální medvědí rezervace – u bulharského města Belica v pohoří Pirin. Přírodní park v Belici byl uveden do provozu v roce 2000 a o čtyři roky později, kdy byl dále rozšířen, zde žilo již 28 medvědů.
V některých evropských zemích mimo EU, zejména na Balkáně, se však medvědáři objevovali ještě po roce 2010. Kritika pokračuje nadále i vůči vystoupením cvičených zvířat v cirkusech, která nepodléhají zákonným omezením.